# John Graham Kerr
Pour les articles homonymes, voir Kerr.
John Graham Kerr (18 septembre 1869 - 21 avril 1957 ), connu de ses amis sous le nom de Graham Kerr, est un embryologiste britannique  et un député unioniste. Il est surtout connu pour ses études sur l'embryologie des dipneustes . Il participe au camouflage des navires pendant la Première Guerre mondiale et, par l'intermédiaire de son élève Hugh B. Cott (en), influence également la réflexion sur le camouflage militaire pendant la Seconde Guerre mondiale.

## Jeunesse
Il est né à Rowley Lodge, Arkley dans le Hertfordshire de parents écossais : John Kerr, ancien directeur du Hooghly College de Calcutta et sa femme, Sybella Graham .
Kerr fait ses études à la Royal High School d'Édimbourg, puis étudie la médecine à l'Université d'Édimbourg .

## Zoologie
Kerr interrompt ses études de médecine pour se joindre à une expédition argentine pour étudier l'histoire naturelle de la rivière Pilcomayo. À son retour, il étudie les sciences naturelles au Christ's College de Cambridge et obtient son diplôme avec les honneurs de première classe en 1896. L'expédition argentine se termine par la perte de la plupart des collections, mais après avoir obtenu son diplôme, il monte une expédition dans le Gran Chaco, ramenant chez lui une grande collection de matériel lié au poisson- poumon sud-américain, Lepidosiren paradoxa . Kerr est accompagné de John Samuel Budgett (en), qui étudie les grenouilles de la région et découvre un nouveau genre ,.
Après une période à titre de démonstrateur dans les cours de morphologie animale au Christ's College de Cambridge (1898 à 1902), il est nommé en août 1902 professeur Regius d'histoire naturelle à l'Université de Glasgow en remplacement de John Young. Kerr reste jusqu'en 1935  quand il est remplacé par le professeur Edward Hindle. Kerr est particulièrement intéressé par l'enseignement aux étudiants en médecine et publie de nombreux articles.
En 1903, il est élu fellow de la Royal Society of Edinburgh avec comme proposants Sir Isaac Bayley Balfour, James Cossar Ewart, Frederick Orpen Bower et James Geikie. Il remporte le prix Neill de la Société en 1904. Il est vice-président de la Société de 1928 à 1931 .
Il est président de la Royal Physical Society of Edinburgh de 1906 à 1909 et élu membre de la Royal Society en 1909. Il reçoit des LLD de l'Université d'Édimbourg en 1935 et de l'Université de St Andrews en 1950 .

## Camouflage
Kerr fait ses premières contributions au camouflage des navires pendant la Première Guerre mondiale. Il écrit au premier lord de l'Amirauté Winston Churchill le 24 septembre 1914, préconisant le camouflage par coloration perturbatrice - brisant les contours avec des taches de ton fortement contrasté - et contre-ombrage - ombrageant les armes à feu dans l'invisibilité avec une peinture plus claire en dessous, une peinture plus foncée au-dessus . Kerr soutient ouvertement les allégations controversées de camouflage de l'artiste américain Abbott Handerson Thayer. L'objectif de Kerr est de rendre les navires difficiles à repérer et de tromper les télémètres en perturbant leurs contours, ou selon ses propres mots "de détruire complètement la continuité des contours par des éclaboussures de blanc", pour rendre les navires plus difficiles à toucher avec des coups de feu à longue distance. Le principe de Kerr est appliqué aux navires de diverses manières, mais Kerr a du mal à promouvoir ou à contrôler l'utilisation de ses idées de camouflage, et elles sont tombées en disgrâce après le départ de Churchill de l'Amirauté. La Royal Navy revient au gris uni. Une proposition rivale de camouflage perturbateur émerge en 1917 de l'artiste marin Norman Wilkinson. Wilkinson, contrairement à Kerr, a peu de difficulté à s'intégrer à l'establishment naval et est chargé d'un programme à grande échelle de peinture de navires dans des motifs perturbateurs qui devient connu sous le nom de "Camouflage dazzle". Après la guerre, Kerr s'engage dans un différend juridique infructueux sur le crédit pour la création d'un camouflage éblouissant . Wilkinson promeut avec succès la fausse idée que le camouflage de Kerr recherchait l'invisibilité plutôt que la perturbation de l'image .
Kerr influence de nouveau le camouflage britannique pendant la Seconde Guerre mondiale, cette fois par l'intermédiaire de son élève Hugh B. Cott .

## Politique et fin de carrière
Kerr est élu député unioniste pour les universités écossaises combinées lors d'une élection partielle en 1935 après que le député et romancier John Buchan ait démissionné de son siège lorsqu'il est nommé gouverneur général du Canada . Après son élection au Parlement, Kerr démissionne de son poste de professeur  et déménage dans le Hertfordshire. Il occupe le siège jusqu'à ce que les circonscriptions électorales universitaires soient abolies pour les élections générales de 1950  servant pendant un certain temps en tant que président du comité parlementaire et scientifique .
Il est fait chevalier dans les honneurs d'anniversaire du roi en 1939 ,. L'Université de St Andrews lui décerne un doctorat honorifique (LLD) en 1950.
Il est décédé le 21 avril 1957 à Barley House à Royston, Hertfordshire .

## Famille
Il se marie deux fois, en 1903, à Elizabeth Mary Kerr. Elle est décédée en 1934. Il se remarie en 1936 avec Isabella Dunn Clapperton (née Macindoe), une veuve.
Le Zoology Building  de l'Université de Glasgow est rebaptisé Graham Kerr Building en son nom .

## Ouvrages
- Manuel d'embryologie à l'exception des mammifères (1919)
- Zoologie pour les étudiants en médecine (1921)
- Évolution (1926)
- Une introduction à la zoologie (1929)